# Ledňáček říční
Ledňáček říční (Alcedo atthis) je průměrně 16,5 cm velký pták z čeledi ledňáčkovitých (Alcedinidae). Je velmi výrazně zbarvený s oranžovou spodinou a modrým hřbetem, křídly a temenem. Výrazným znakem je také jeho nápadně dlouhý zašpičatělý zobák. Pro své nádherné zbarvení je nazýván Létající drahokam. Vyskytuje se u pomalu tekoucích čistých vod na velkém území Evropy, Asie a v severní Africe. Ve střední Evropě se přitom jedná o jediného zástupce své čeledi. Ledňáček říční je po většinu roku samotářsky žijící a přísně teritoriální pták. Živí se především menšími rybami, které loví střemhlavým útokem pod vodou, ale v malé míře se v jeho potravě objevuje i vodní hmyz a obojživelníci. Hnízdí v norách, které si sám hloubí ve strmých březích vod, v jedné snůšce přitom bývá 5–7 světlých vajec.

## Popis

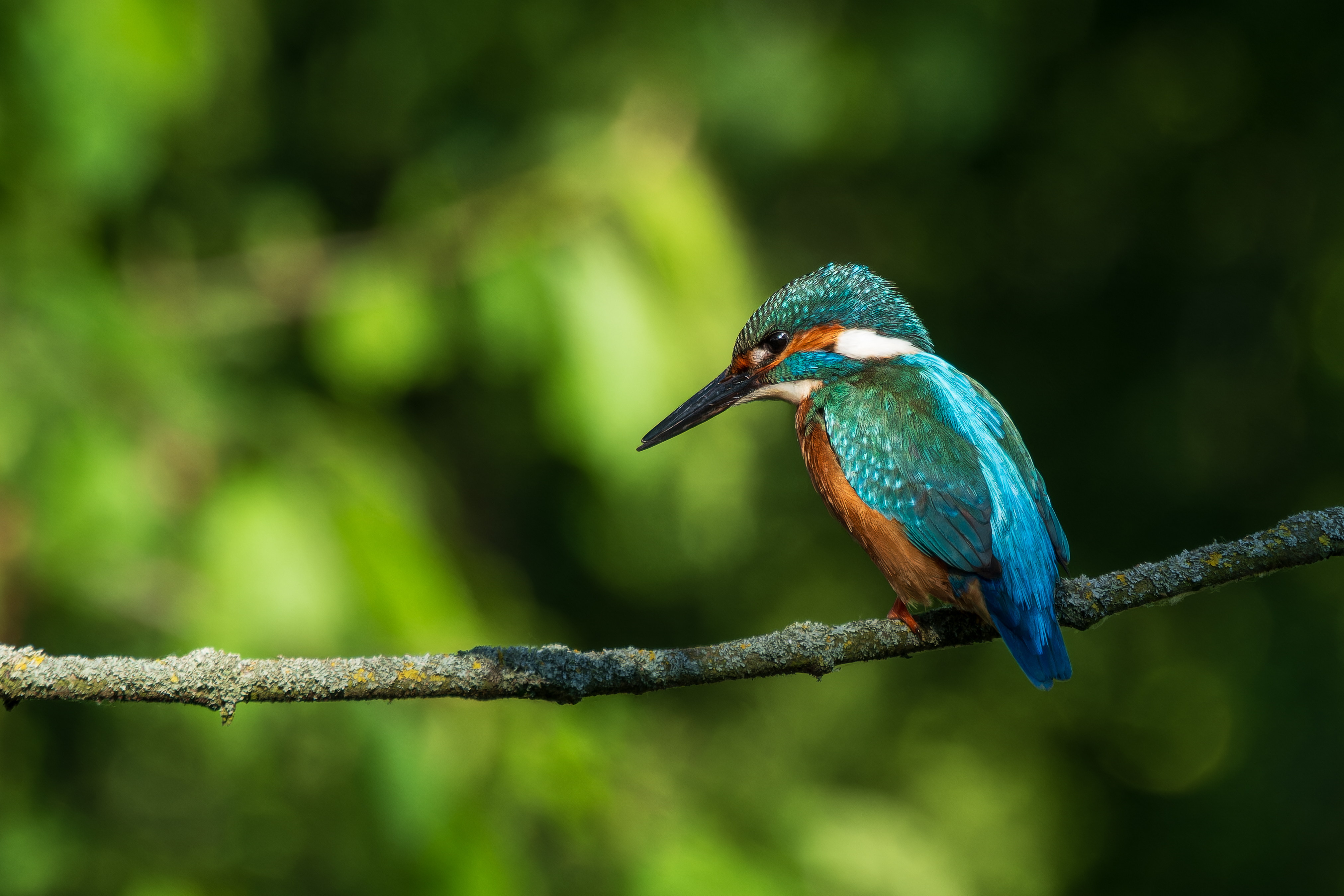
Ledňáček říční na pozorovatelně

Ledňáček říční je jen o něco málo větší než vrabec. Dorůstá 16–17 cm, v rozpětí křídel měří 24–26 cm a dosahuje hmotnosti mezi 40–45 g. Má zavalité tělo, krátký ocas a končetiny, široká křídla a přibližně 4 cm dlouhý rovný zašpičatělý zobák. Je výrazný svým zářivým zbarvením, které se mírně liší v závislosti na jednotlivých poddruzích (viz Taxonomie). Středoevropský poddruh, A. a. ispida, má vnější část křídel, hřbet, ocas a téměř celou hlavu modrou, hruď a končetiny jsou jasně oranžové, zobák tmavý, skvrna pod ním a po stranách krku je pak zbarvena bíle. Obě pohlaví se přitom zbarvením nijak výrazně neliší, samice však na rozdíl od samců mají červeně zbarvený kořen spodní čelisti. Mladí ptáci jsou obecně jednotvárněji zbarveni a jejich opeření má zelenavější odstín. V severní Africe, Evropě a ve většině Asie se jedná o naprosto nezaměnitelný druh, v její jihovýchodní části však může být relativně snadno zaměněn s více než 6 jinými druhy ledňáčků, zejména pak s ledňáčkem modrohřbetým (Alcedo meninting). Jeho let je rychlý a přímý (dokáže dosáhnout i rychlosti vyšší jak 45 km/h) a dá se při něm relativně snadno určit díky jeho jasně modře zbarvenému kostřci.

## Hlasový projev
Často a nápadně se ozývá, nejčastěji krátkým, ostrým a při vzrušení často opakovaným tyt-tyt.

## Rozšíření
Ledňáček říční se vyskytuje téměř v celé Evropě s výjimkou Islandu, severního cípu Britských ostrovů a Skandinávie. Značně zasahuje také na rozsáhlé území Asie, zejména pak do její západní, východní, jižní a jihovýchodní části. Izolovaně obývá také severní Afriku. Jeho globální areál rozšíření přitom zaujímá plochu velkou zhruba 24 900 000 km². Severské populace jsou většinou tažné, ptáci z jižních populací na svých hnízdištích setrvávají po celý rok. Tažní jedinci zimují zejména ve střední Evropě a Středomoří a někteří migrují až na vzdálený africký kontinent. Asijští ptáci pak zimují zejména v jihovýchodní Asii. Migruje především v noci a často i na dlouhé vzdálenosti, např. sibiřští ptáci musí ročně zdolat i více než 3000 km.

### Početnost
V posledních letech nebyl u jeho populace, která čítá přibližně 600 000 párů, zaznamenán pokles vyšší jak 30 %, a proto je v Červeném seznamu zaznamenán jako málo dotčený druh. Evropská populace pak čítá 67 000 – 135 000 párů. Jeho početnost je však většinou rok od roku odlišná, a to zejména v závislosti na teplotách v zimním období. Typickým příkladem je Belgie, kde bylo po zimě s velmi nízkými teplotami zaznamenáno jen osm párů, během pěti let se jeho početnost na území tohoto státu zvýšila až na 45 párů, z toho však v následujícím roce nepříznivou zimu přežilo pouze 25 párů. Vážnou hrozbu pro něj však představuje i ničení přirozeného biotopu a nedostatek hnízdních míst.

### Biotop
Žije v blízkosti pomalu tekoucích čistých vod bohatých na ryby. Z tohoto důvodu mohou ledňáčci sloužit také jako bioindikátor čisté vody. Nejčastěji tak obývá řeky, potoky, rybníky, jezera, přehrady a mokřiny. Během zimního období často zalétává i k poloslaným vodám.

### Výskyt v Česku
V Česku se ledňáček říční vyskytuje celoročně. I přesto, že je jeho populační trend na českém území v posledních letech na mírném vzestupu, stále jej řadíme mezi silně ohrožené a tudíž i přísně chráněné druhy. Na území Česka v letech 1985–1989 hnízdil v odhadovaném počtu 300–700 párů, a to maximálně do nadmořské výšky 900 m.

## Ekologie
Ledňáček říční je plachý a po většinu roku samotářsky žijící a přísně teritoriální pták. V případě, že na jeho území vnikne konkurent, se skloní, začne pomalu kývat hlavou ze strany na stranu a roztahuje křídla. K soubojům dochází jen zřídkakdy, jeho podstatou je však shození jednoho z účastníků do vody a jeho přidržení pod ní. Tyto souboje se však téměř vždy obcházejí bez jakýchkoli vážných zranění. V ČR se ekologií a ochranou ledňáčka říčního od roku 1994 zabývá program ALCEDO (celorepublikový garant: Pavel Čech, 02/19 ZO ČSOP Alcedo). Od roku 2007 je vypracována podrobná metodika ochrany a výzkumu tohoto druhu (Metodika ČSOP č. 34).

### Potrava a lov

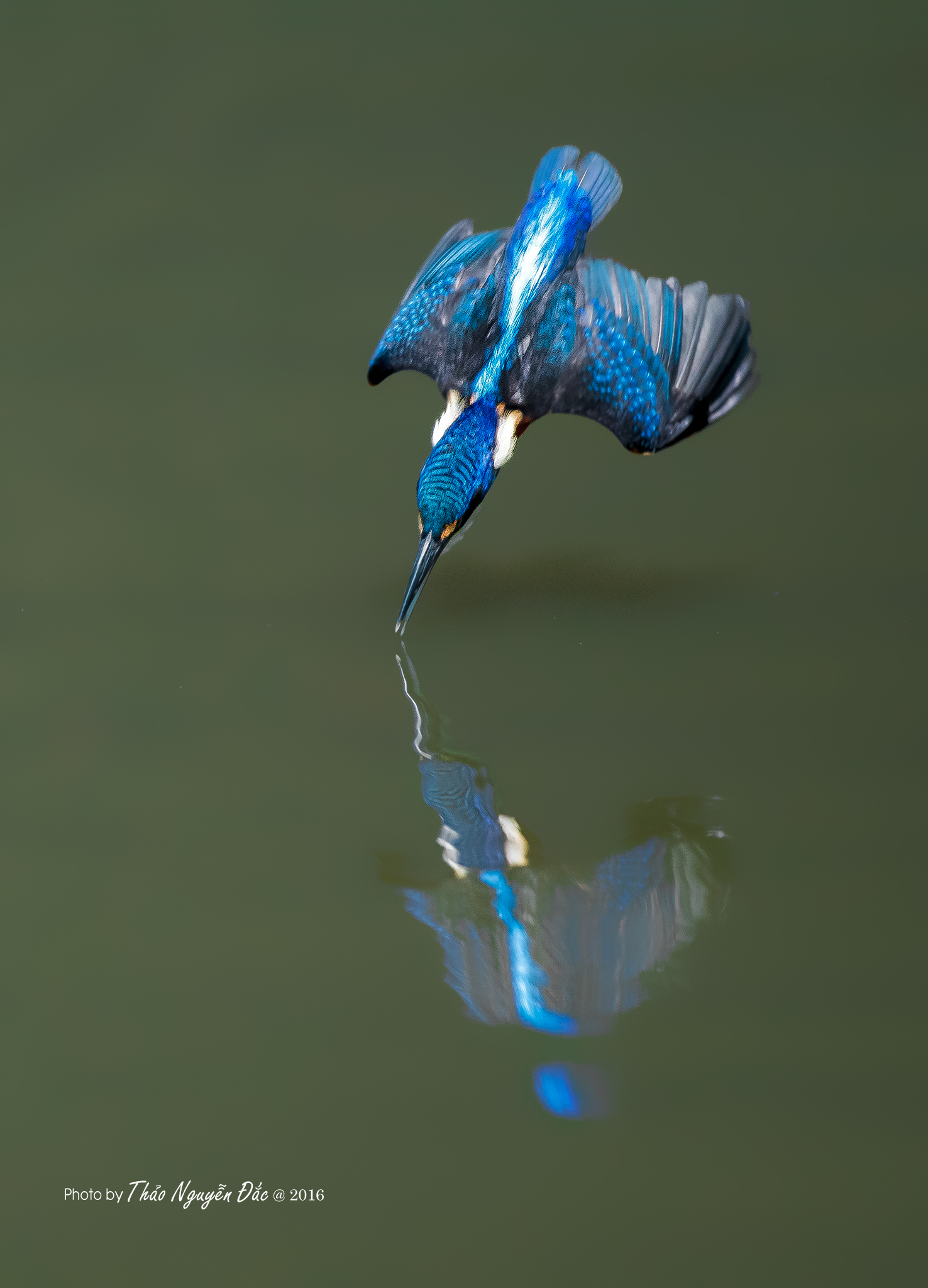
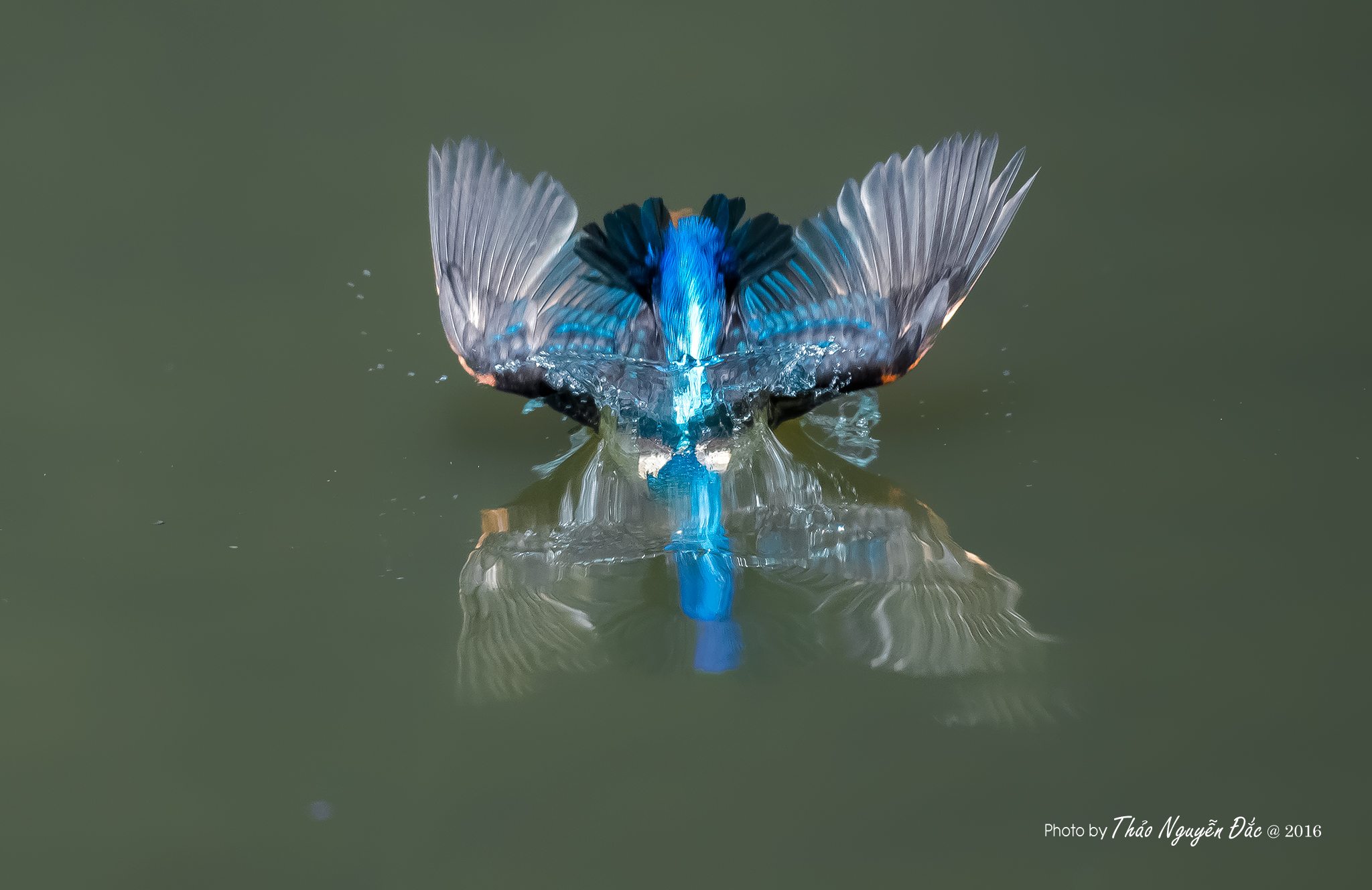
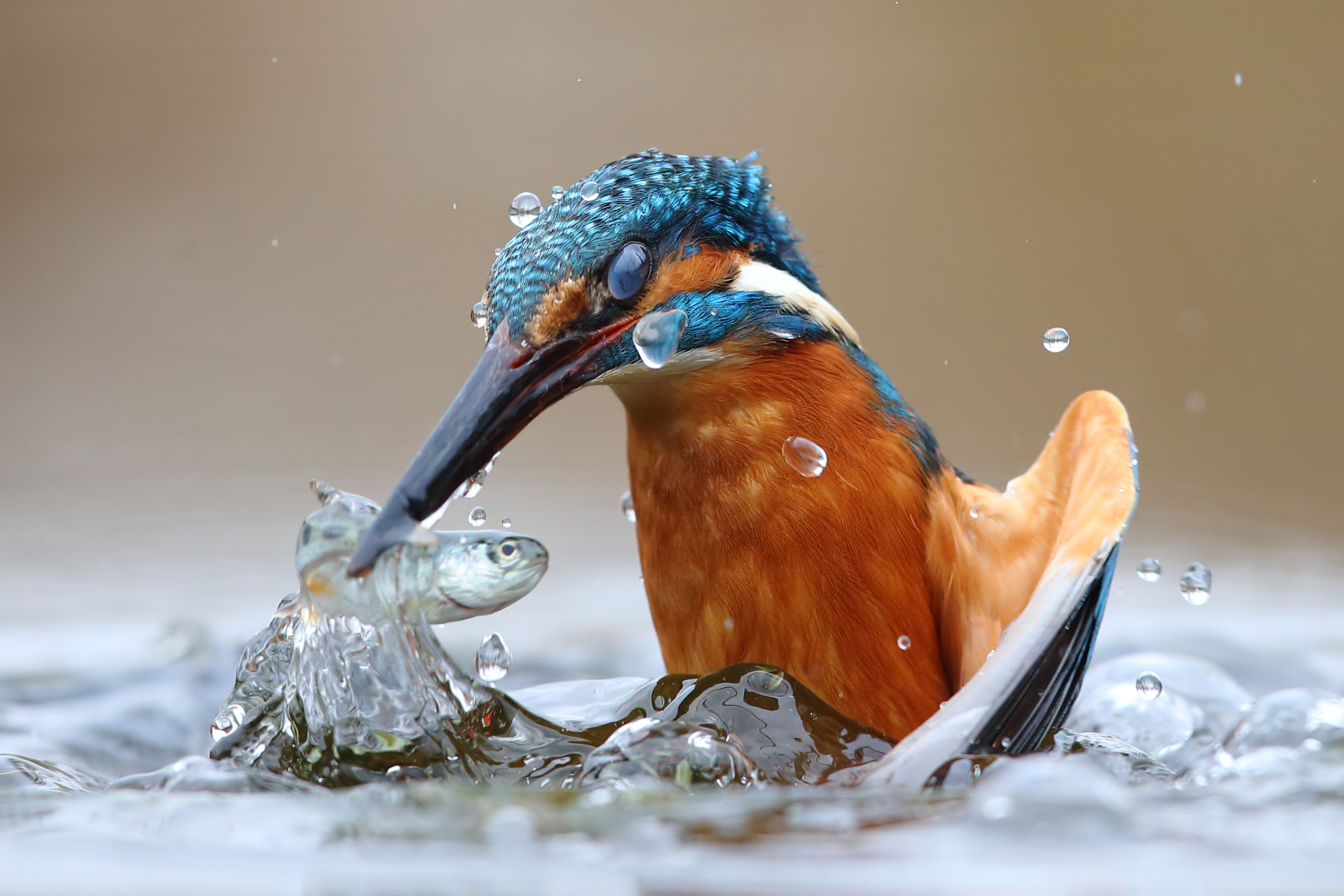
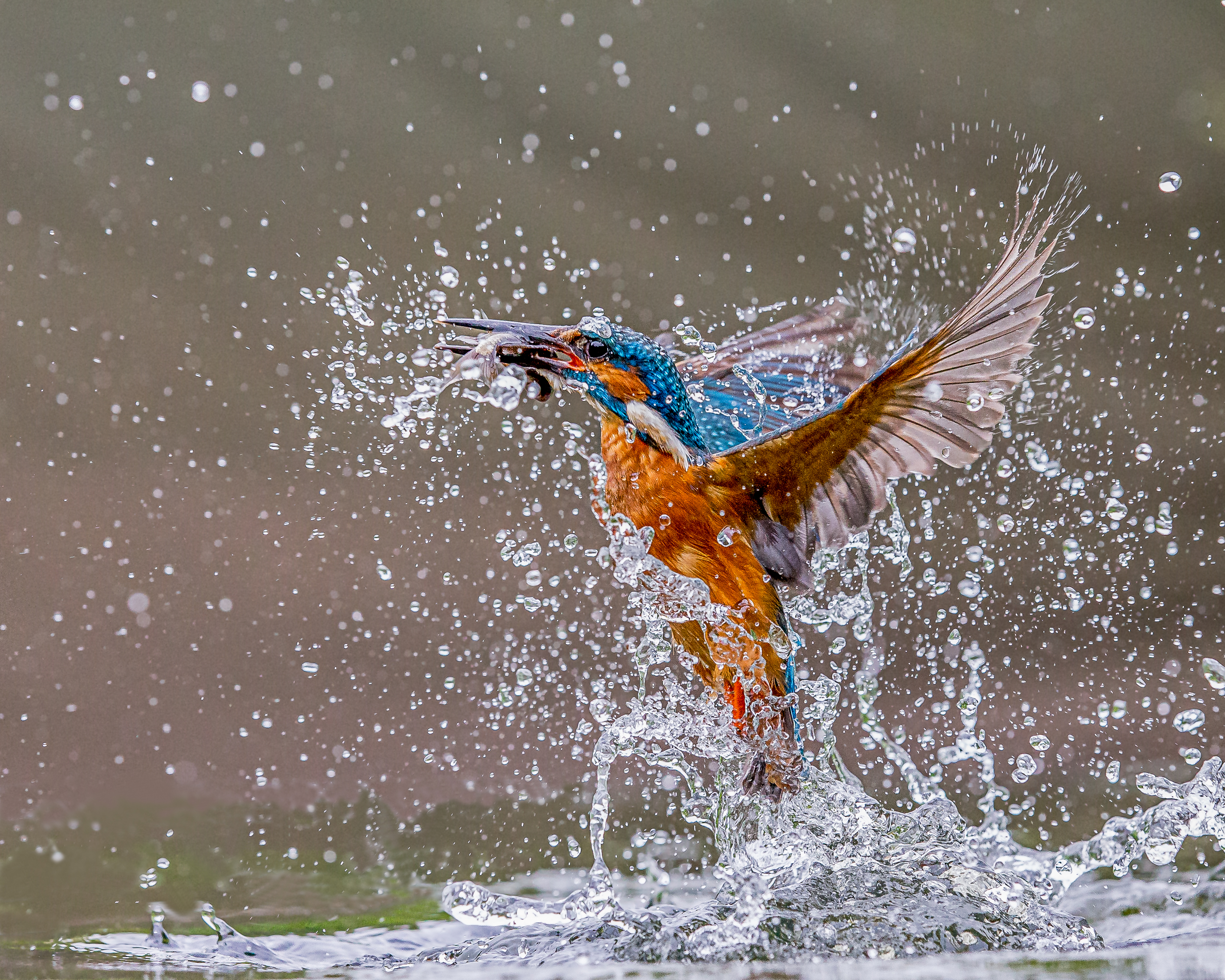
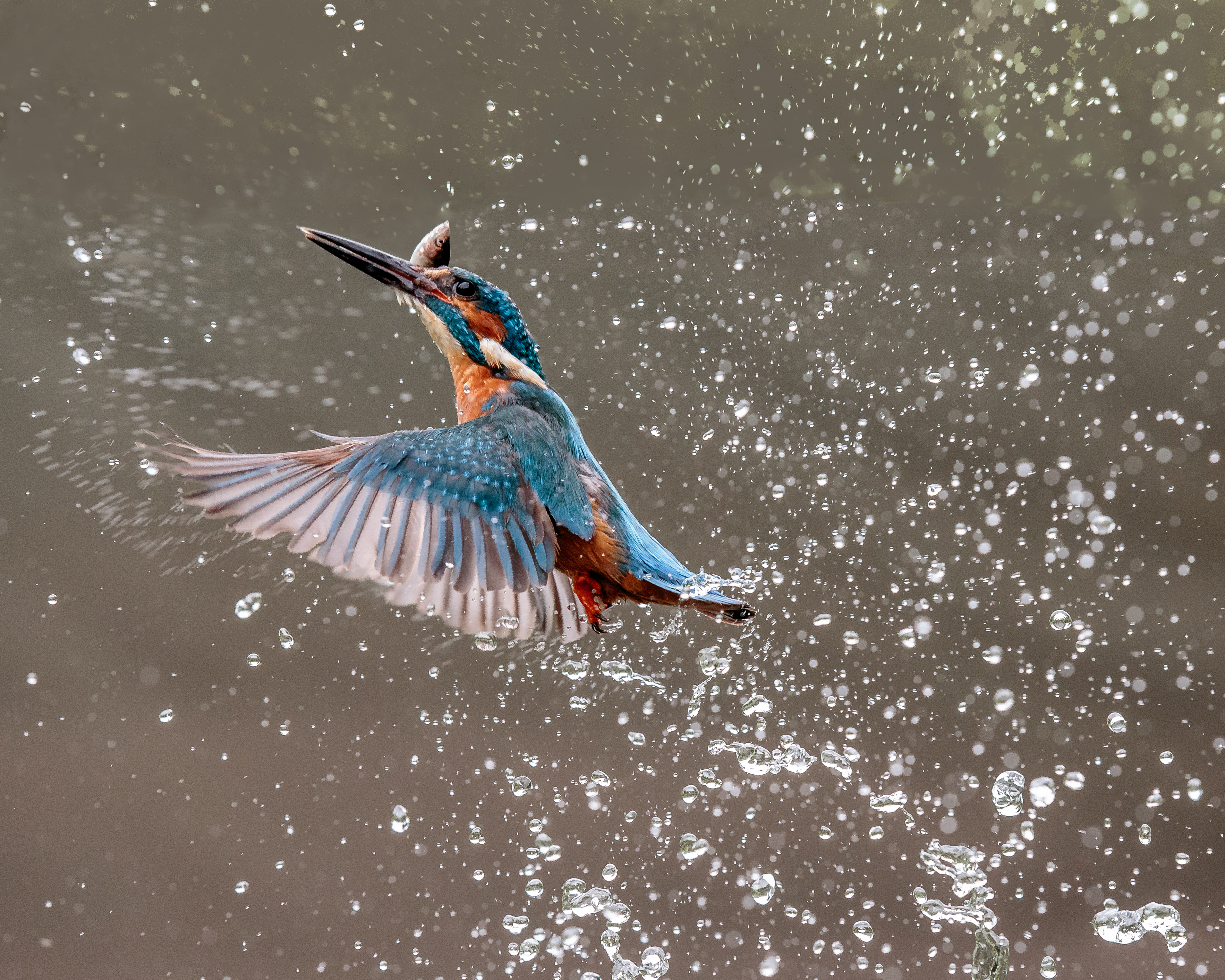
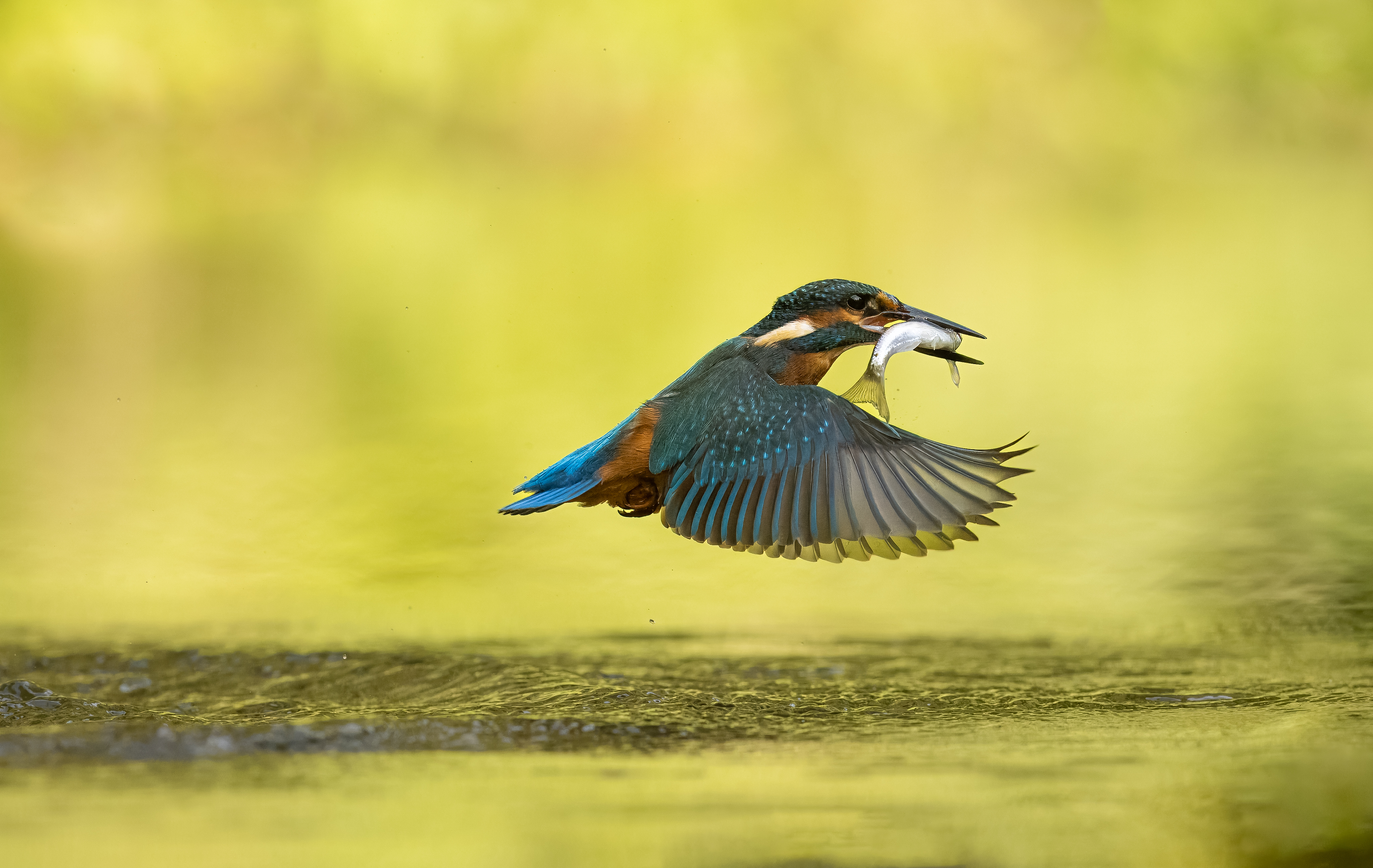

Živí se zejména menšími rybami do velikosti 12 cm, které v jeho potravě zaujímají 60–67 %. Obvyklou kořist však představují ryby o velikosti 6–7 cm a váze 3 gramy. Nejčastěji jsou zde zastoupeny vranky, pstruzi, štiky, tloušti a jiní zástupci čeledi kaprovitých. V ČR dominují v potravě na tekoucích vodách zejména hrouzci, jelci, plotice a oukleje, na nádržích okoun. Vyjma ryb požírá i obojživelníky, hmyz a korýše. Podle rozsáhlého monitoringu provedeného mezi lety 1999 až 2013 na patnácti hnízdních lokalitách zahrnujících vodní nádrže, řeky a potoky však tvoří nerybí kořist jen cca 0,1 % potravy (analyzováno 30 hnízd, obvykle pozměněné vodní ekosystémy, 16 933 diagnostikovaných jedinců kořisti). Ledňáček je schopen lovit i mihule. Nejnovější výzkumy ukazují, že snůška ledňáčků, do doby než opustí hnízdní kotlinku, spotřebuje podle počtu mláďat (4–8 ks) ryby o celkové váze 1498 až 2968 gramů, tj. v průměru 334 gramů (1837 kJ) ryb na mládě za 25 dní pobytu v hnízdě. Denní příjem ryb jednoho mláděte odpovídá 37 % hmotnosti jeho těla. Ledňáček ztrácí rychlým létáním hodně energie, denně proto musí spořádat takové množství potravy, které se vyrovná celým 60 % jeho celkové hmotnosti.
Na kořist většinou číhá vsedě na větvi visící obvykle 1–2 m nad vodou, v případě, že se v okolí žádné vhodné větve nenacházejí, vyhlíží ji i za třepotavého letu (takto se však stává pouze ve 3 % případů). Pokud kořist spatří, vrhá se rychlým střemhlavým letem pod vodní hladinu, uchopí ji do zobáku a poté se opět vrací zpět na svou pozorovatelnu.
Ulovenou potravu následně zabíjí údery o větev a polyká ji hlavou napřed, aby se neporanil o rybí šupiny a ploutve. Při lovu se může potopit i jeden metr pod vodní hladinu, obvykle však nepřesahuje hloubku 25 cm. Úspěšnost lovu se tradičně v literatuře uvádí jako velmi nízká; jen každý desátý pokus má končit úspěchem. Podle aktuálních poznatků nicméně takto nízká úspěšnost může vycházet z nesprávné interpretace jejich chování, totiž častého koupání sloužícího k očistě a nikoliv k lovu. U zkušených dospělých jedinců tak úspěšnost lovu může přesahovat i 50 %. Nestravitelných zbytků, jako jsou kosti, se několikrát denně zbavuje v podobě malých šedých vývržků.
V Česku je potravě ledňáčka říčního díky programu ALCEDO věnována maximální pozornost. Je sledována na údolních nádržích, řekách a speciální pozornost je věnována potravě ledňáčků na pstruhových potocích.

### Rozmnožování

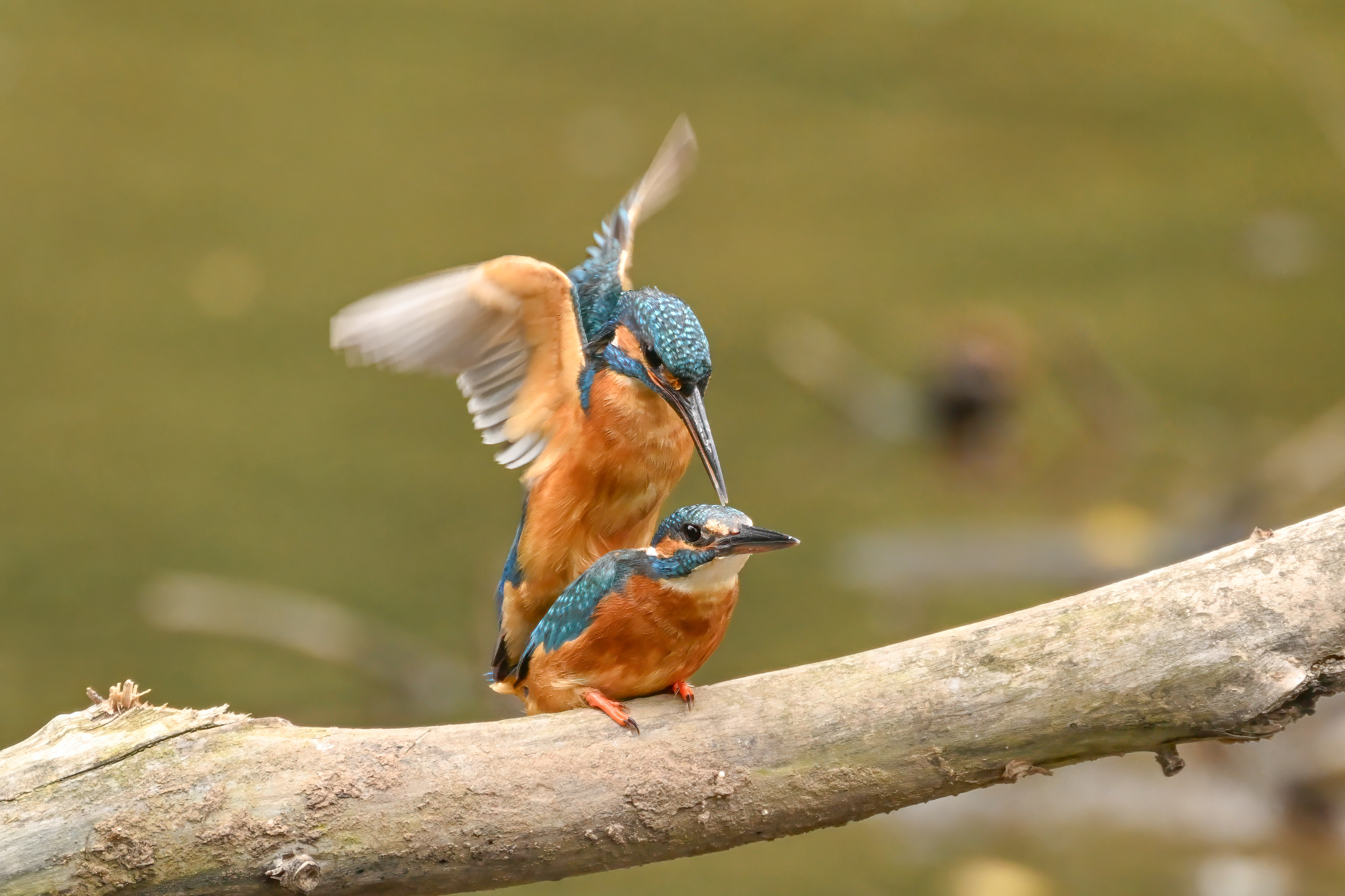
Páření ledňáčků říčních

Obě pohlaví ledňáčka říčního pohlavně dospívají ve stáří jednoho roku. Hnízdění je po celý rok jediné období, kdy se nezdržuje samotářsky, ale v párech, každý pár přitom obhajuje teritorium velké až 1 km. Je známý svými námluvami, při kterých samec pronásleduje samičku, oba se spolu střemhlav vrhají do vody, avšak v poslední chvíli změní směr a letí vysoko ke korunám stromů. Ledňáččí zásnuby mohou trvat i několik hodin, poté dochází k tzv. zásnubnímu krmení. Samec přináší samici potravu, uklání se a předává ji přímo samičce do zobáku.
Hloubí si vlastní noru na příkrých březích v blízkosti vod. Většinou bývá umístěna vysoko, v některých případech až 37 m nad hladinou, díky čemuž je chráněna před mnoha predátory, jako jsou například lasičky. Pro její vybudování potřebuje měkkou půdu, do které zobákem naráží až do doby, dokud se v ní neobjeví důlek. V konečném stádiu nora může na délku měřit až půl metru a na jejím konci je malá komůrka. Pokud je na okraji hnízda trus, znamená to, že noru obývají mláďata. Hnízdí od května až do září, ročně má přitom obvykle 1–2 snůšky. Klade 5–7 bílých, 22 × 19 mm velkých a 4,3 g těžkých vajec (z toho 5 % tvoří skořápka), na jejichž sezení, které trvá 19–21 dní, se střídavě podílí oba rodiče. Výjimkou jsou pouze noci, kdy inkubaci vykonává pouze samice. Mláďata se rodí slepá a holá, v prvních dvou týdnech měří přibližně 5–8 cm. Zpočátku je rodiče krmí v intervalu 45 minut, v pozdějším věku již v intervalu 15 minut. Hnízdo opouští po 23–27 dnech. V tomto období jsou velmi zranitelná a kvůli promoknutí peří se často při pokusu o lov kořisti utopí. Dospělosti se tak dožívá průměrně jen 50 % z nich. Ve volné přírodě se dožívá průměrně sedm let, zatím nejstarší zaznamenaný jedinec pochází z Belgie s věkem 21 let.

## Taxonomie
Ledňáčci jsou malí ptáci tvořící čeleď ledňáčkovitých a tři samostatné podčeledi – Halcyoninae, Cerylinae a Alcedininae. Nejpočetnější rod třetí zmiňované podčeledi, Alcedo, kam řadíme i ledňáčka říčního, čítá celkem 17 druhů. Název Alcedo je přitom latinský výraz pro ledňáčka, Atthis zase jméno krásné mladé ženy z ostrova Lesbos a přítelkyně známé básnířky Sapfó. Jeho nejblíže příbuznými druhy jsou přitom ledňáček modrohřbetý, límcový a větší. Druh poprvé popsal v roce 1758 švédský přírodovědec Carl Linné pod původním názvem Alcedo ispida.
Většinou u něj rozlišujeme sedm poddruhů (viz přehled níže), některé zdroje však uvádí poddruhů i více.
- A. a. athis (Linnaeus, 1758): severozápadní Afrika, široký pás od Španělska po Bulharsko, Afghánistán, Indie, Sibiř, severozápadní Čína, zimuje v Súdánu, Ománu a Pákistánu.
- A. a. bengalensis Gmelin, 1788: Indie, jihovýchodní Asie, Čína, Sibiř, Mongolsko, Japonsko, zimuje na Sundských ostrovech, v Molukách a na Filipínách.
- A. a. floresiana Sharpe, 1892: Bali, Malé Sundy, ostrov Wetar a Timor.
- A. a. hispidoides Lesson, 1837: Sulawesi, Moluky, Nová Guinea, Bismarckovo souostroví.
- A. a. ispida Linnaeus, 1758: V Evropě severněji než A. a. athis (střední Evropa, Norsko, Britské ostrovy, část Španělska, Rusko, Rumunsko, Portugalsko), mimo ni se vyskytuje i v severní Africe, Kypru a Iráku.
- A. a. salomonensis Rothschild & Hartert, 1905: Šalomounovy ostrovy.
- A. a. taprobana O. Kleinschmidt, 1894: Indie, Srí Lanka.

## Ocenění
- Česká společnost ornitologická – Pták roku 2000

## Galerie

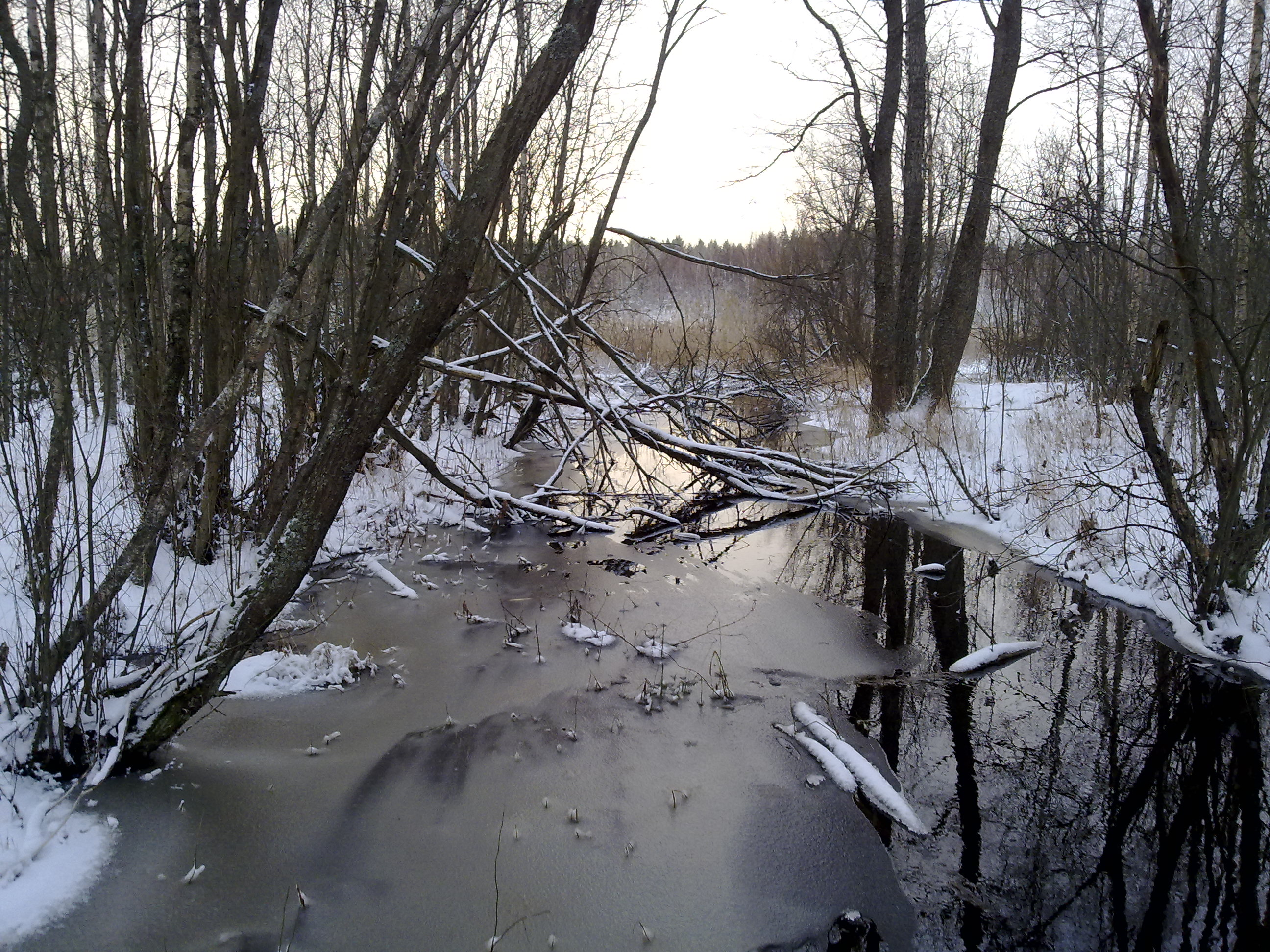
Čisté potoky s bohatým výskytem ryb poskytují ledňáčkům říčním ideální životní prostředí
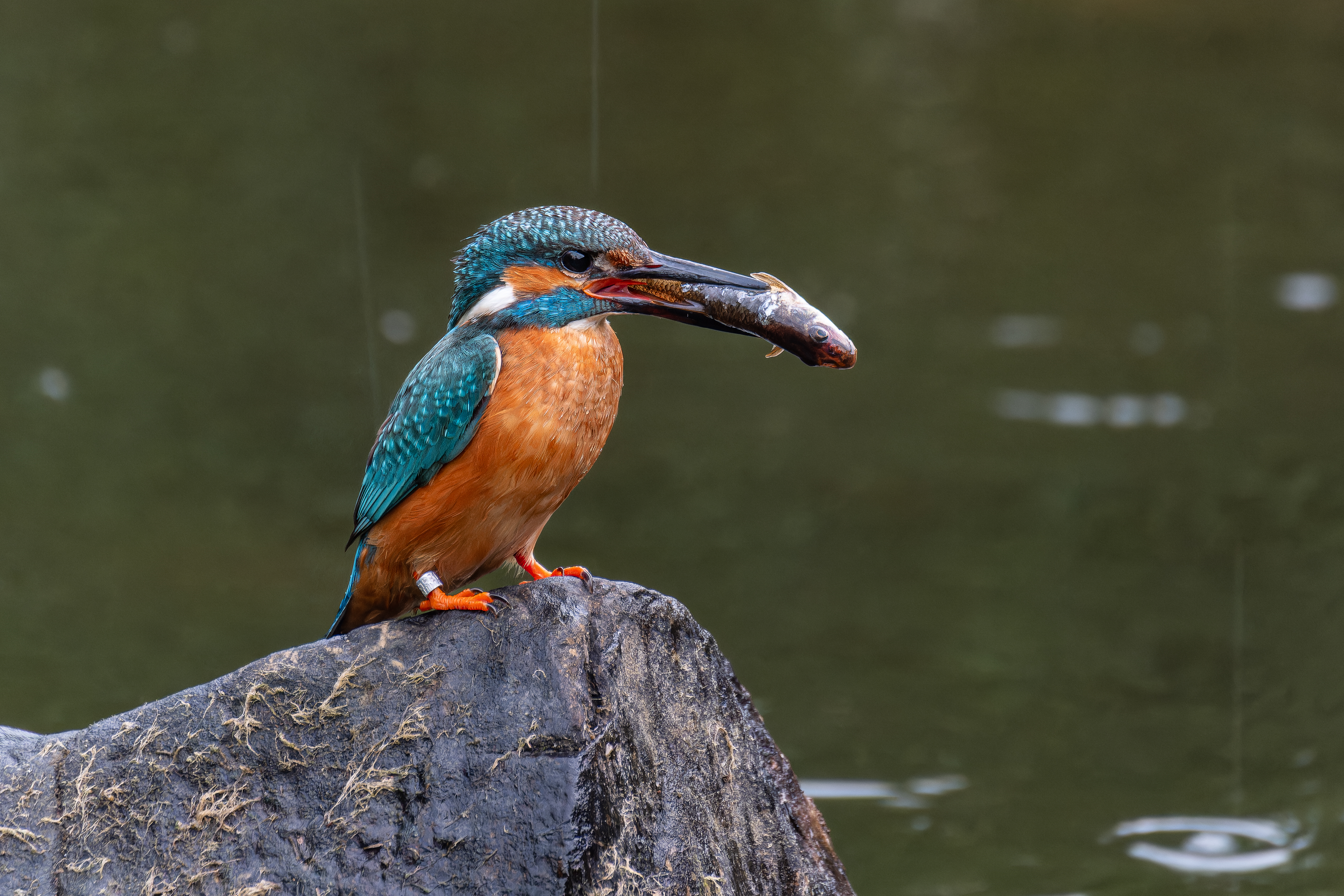
Ledňáček říční s kořistí
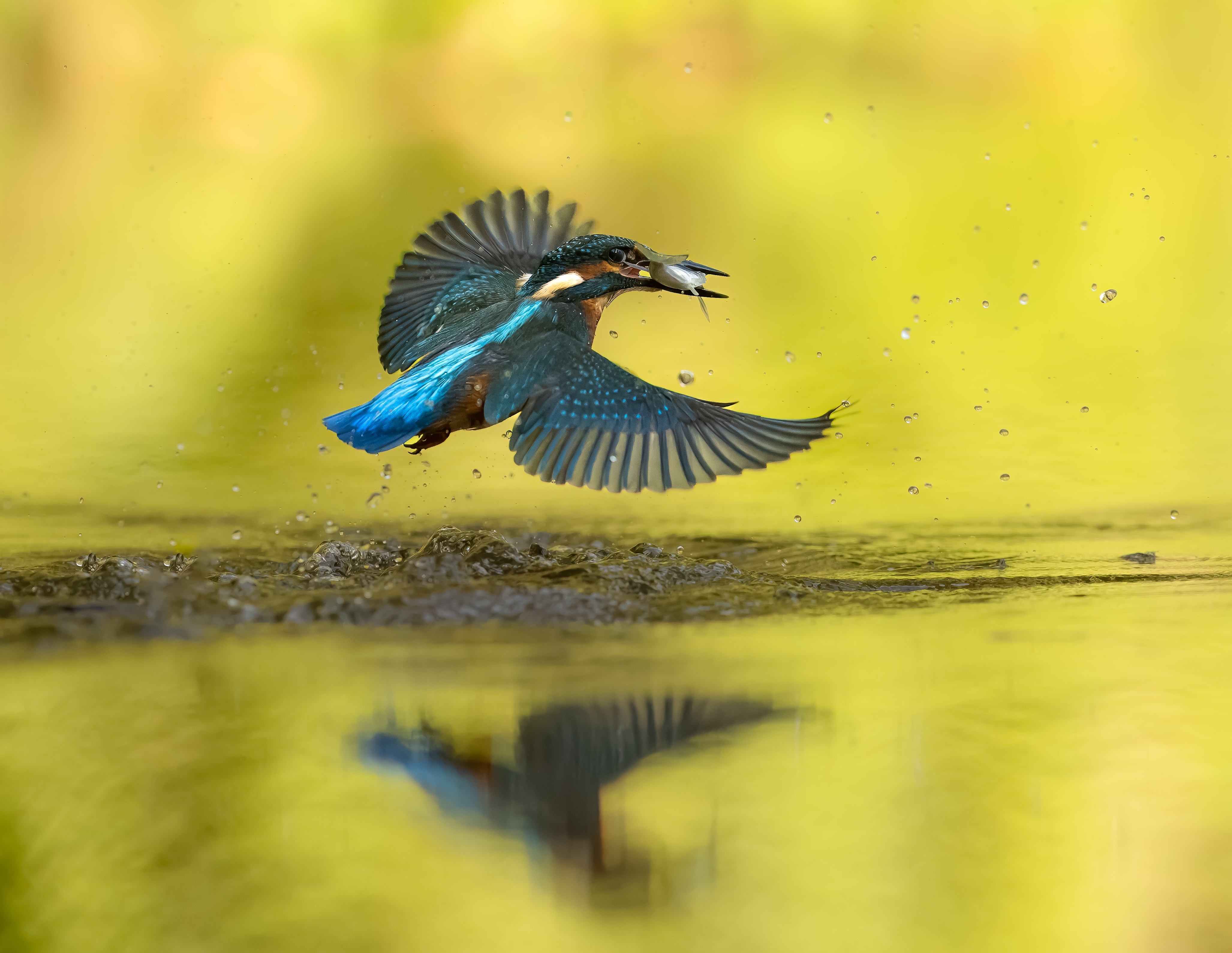
Ledňáček říční v letu
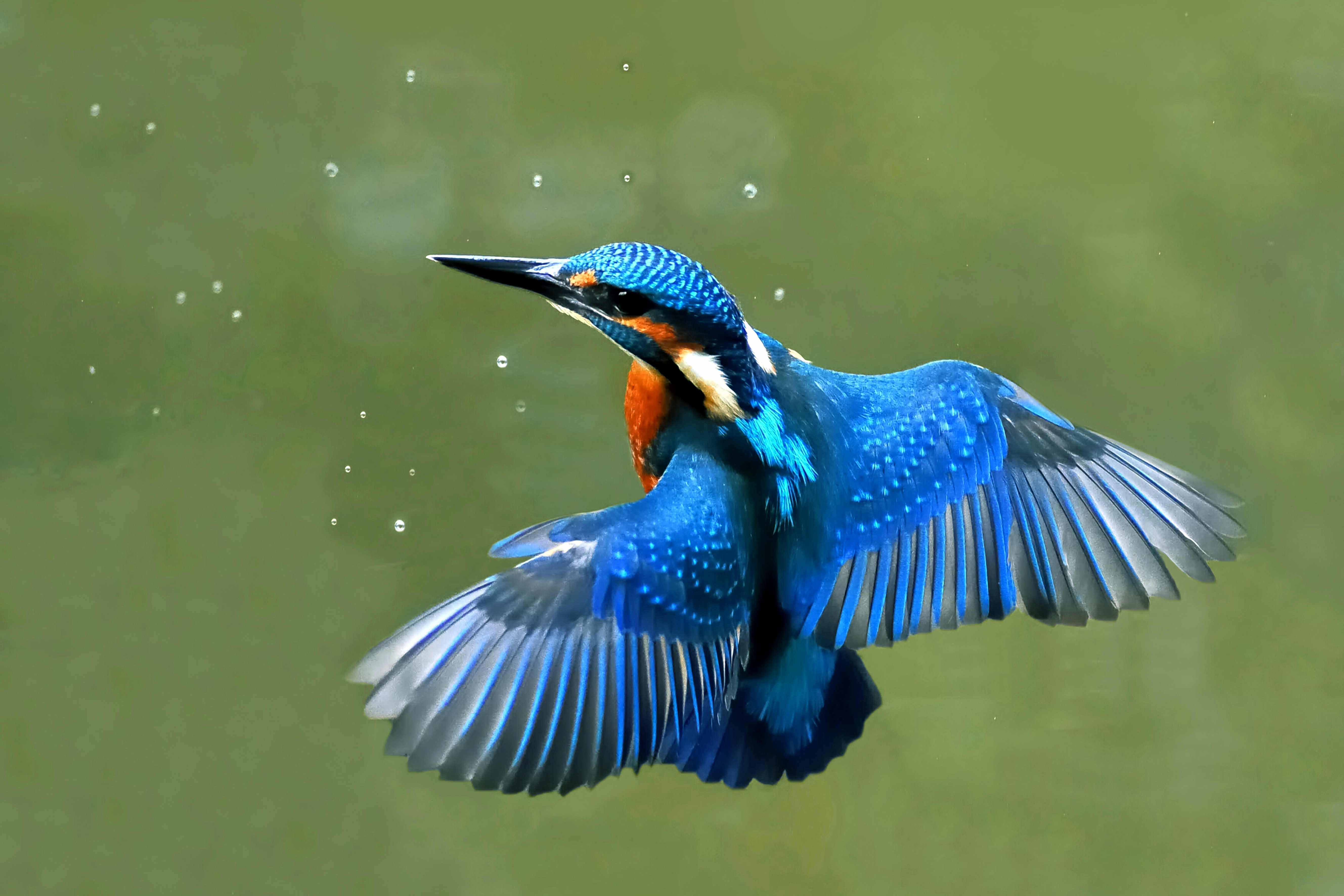
Ledňáček říční v letu
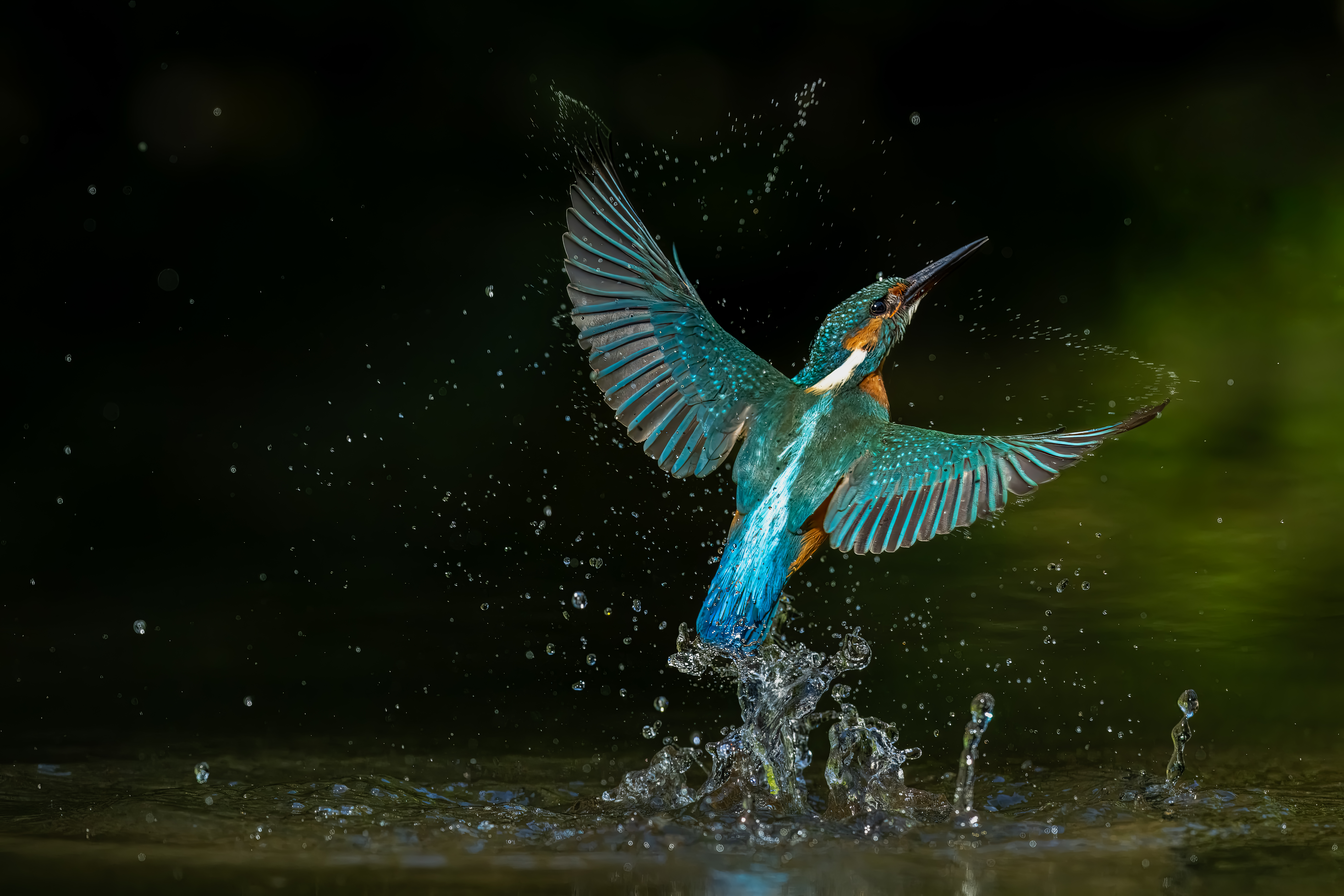
Ledňáček říční v letu
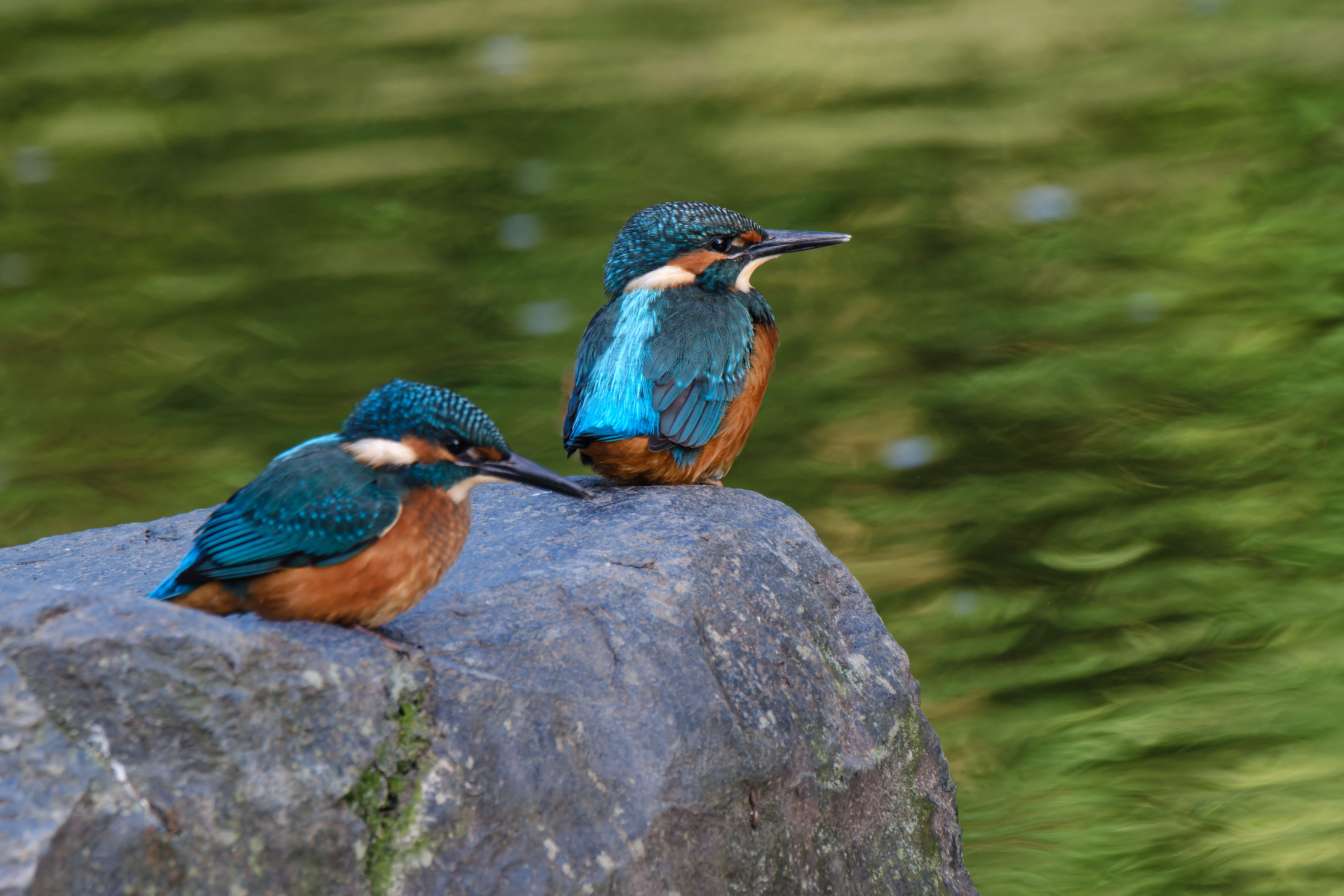
Mladí ledňáčci pár dní po prvním opuštění hnízdní nory
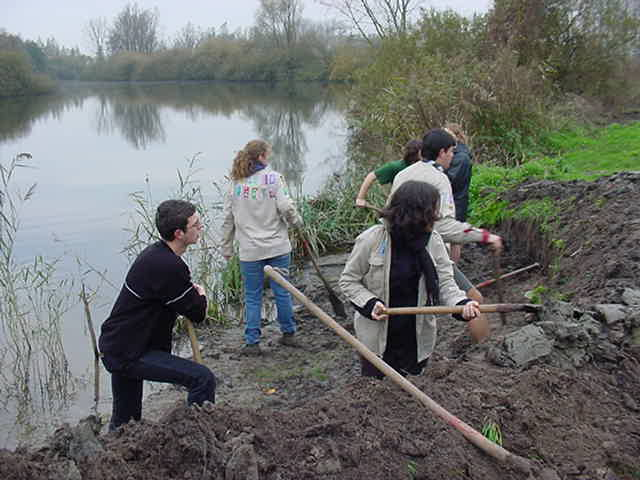
Umělé hloubení strmých břehů u vodních ploch napomáhá k zvýšení počtu hnízdících ptáků
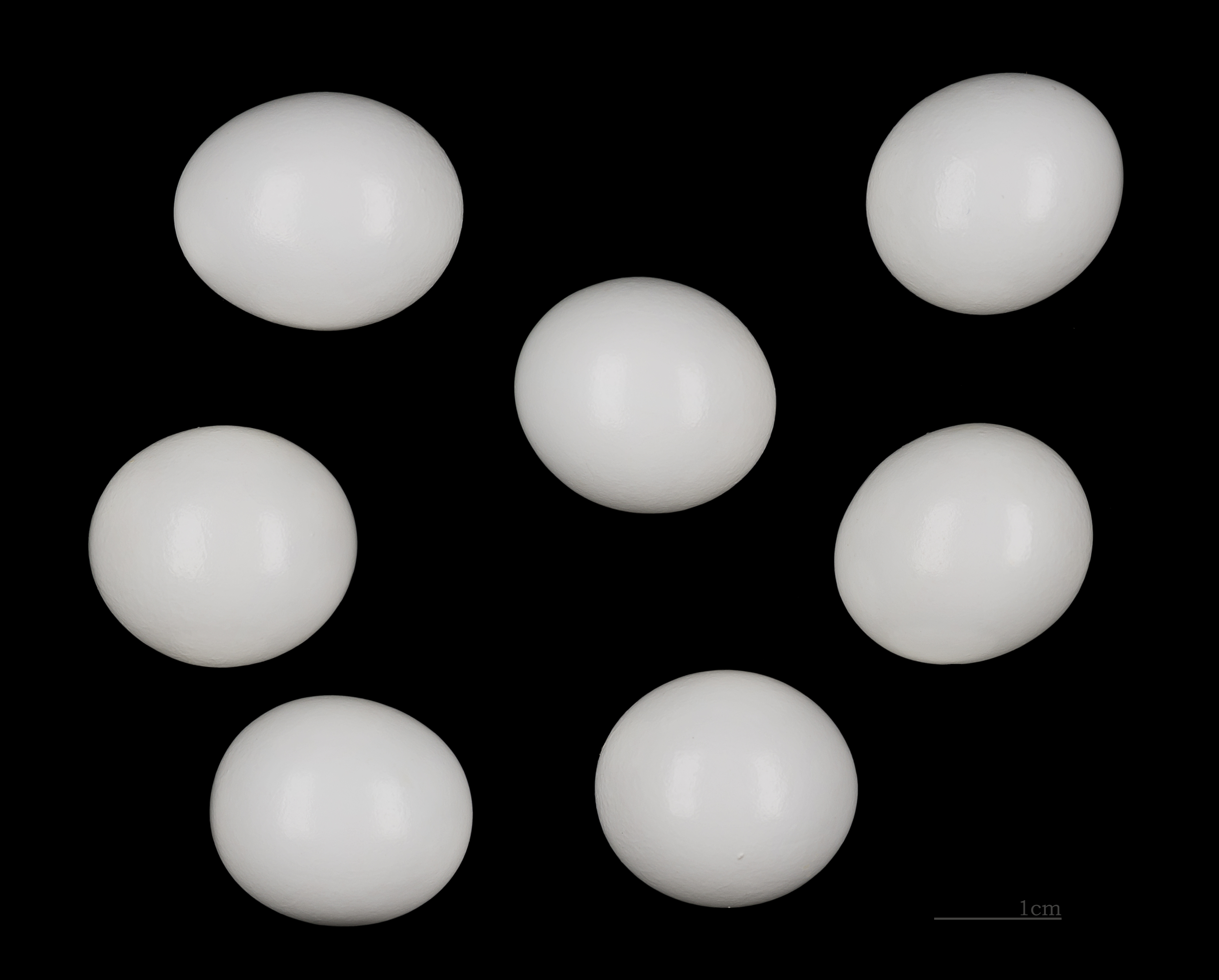
Vejce ledňáčka
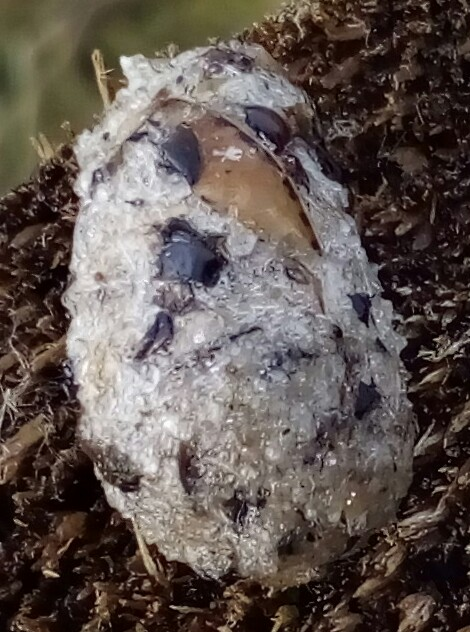
Vývržek
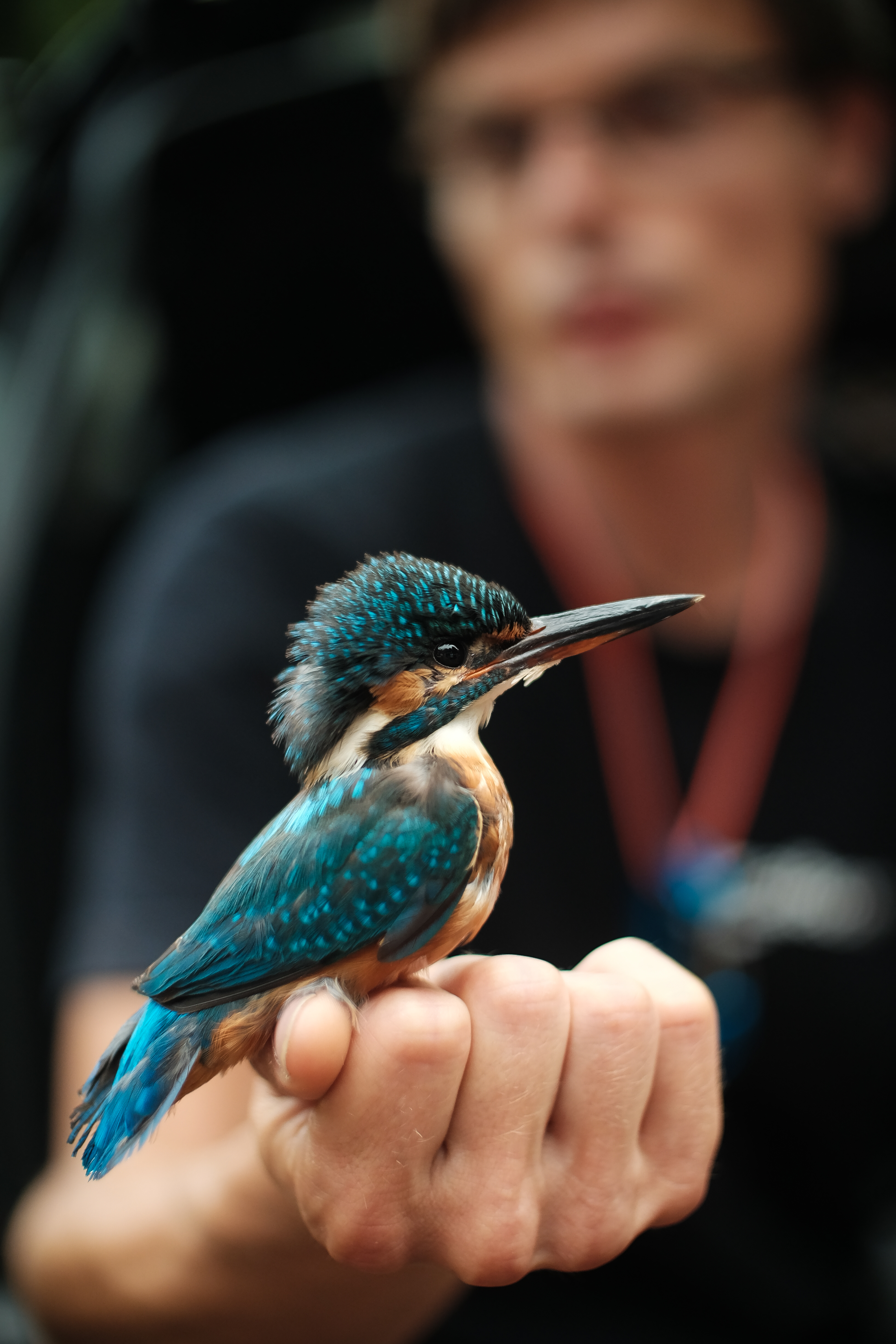
Ledňáček při kroužkování